# Paul Jackson Jr.

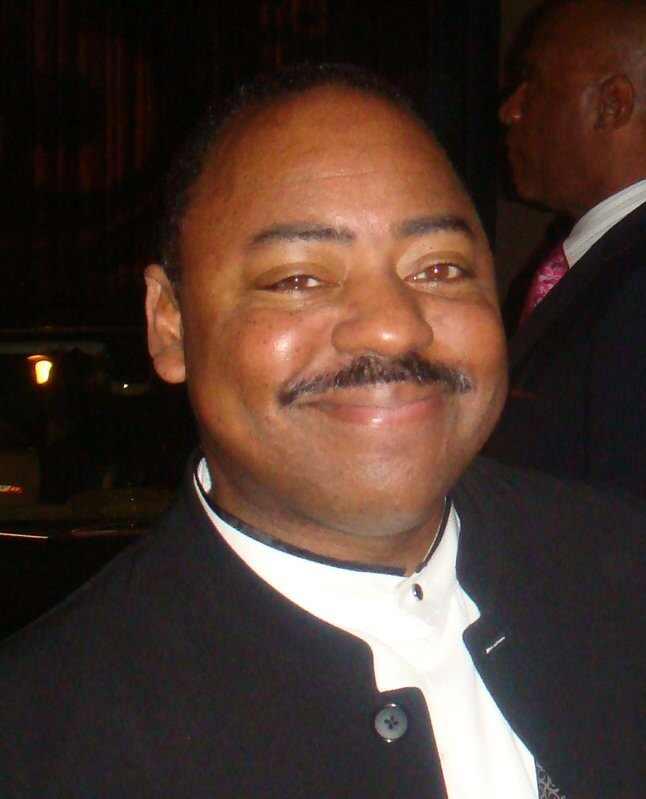
Paul Jackson Jr., 2008

Paul Milton Jackson Jr. (* 30. Dezember 1959 in Los Angeles) ist ein amerikanischer Fusionmusiker (Gitarre, Arrangement, Komposition) und gilt als einer der profiliertesten Gitarristen im Musikgeschäft, der so gut wie jedes Genre beherrscht.

## Wirken
Jackson begann seine Karriere als Kinderdarsteller im Alter von 7 Jahren, als er in zahlreichen Fernsehsendungen, Werbespots und Filmen wie Good Times und The Sting mitwirkte. Im Alter von 12 Jahren begann Jackson, Gitarre zu spielen. Er trat der Familienband bei, zu der seine Geschwister, seine Mutter und sein Freund Cornelius Mims gehörten.
Mit 18 Jahren gelang Jackson der Durchbruch als Studiomusiker in Los Angeles. Zunächst unterstützte er bei Studioaufnahmen The Temptations, Bobby Womack, Luther Vandross, Patrice Rushen, Ramsey Lewis, Nancy Wilson, The Pointer Sisters, Howard Hewett und Dennis Edwards.
Jackson ist nicht nur ein Session-Musiker, dessen Karriere sich über mehrere Jahrzehnte erstreckt, sondern seit Mitte der 1980er Jahre auch ein eigenständiger Künstler mit eigenem Werk, auch wenn er damit AllMusic zufolge nicht annähernd so erfolgreich war wie als Begleiter. Allerdings war sein Album I Come to Play 1989 für den Grammy Award for Best R&B Instrumental Performance nominiert. Und zwei Songs von seinem Album Stories from Stompin' Willie landeten auf Platz 1 der Billboard-Jazz-Charts: Down the Road und Brothers from Another Mother. Als Ausnahme gilt zudem sein gemeinsam mit Jeff Lorber entstandenes Stück City of Refuge. Erinnert wird zumeist seine Mitwirkung an den Hits von Michael Jackson (mit dem er nicht verwandt ist), mit dem er auf den Alben Thriller, Bad, Dangerous, HIStory und Blood on the Dance Floor: HIStory in the Mix zusammengearbeitet hat, sowie mit Whitney Houston, Alexander O’Neal, Five Star (auf deren Album Silk and Steel), Howard Hewett, Thomas Anders, Patti LaBelle und Luis Miguel, bis hin zu Rock-Acts wie Chicago und Elton John. Zudem ist er auf Alben jazzorientierter Musiker wie George Duke, George Benson, Dave Koz, Al Jarreau, David Benoit, Marcus Miller und Kirk Whalum zu hören, sowie auf Veröffentlichungen von Vertretern christlicher Musik wie Leon Patillo und Don Moen.
2013 trug er zu mehreren Titeln des Albums Random Access Memories der Gruppe Daft Punk sowie zum zweiten Album der britischen Singer-Songwriterin Birdy, Fire Within bei. Darüber hinaus spielte er auch auf Lisa Stansfields 2014er-Album Seven mit.
Jackson war außerdem seit 2010 in Sendungen des US-Fernsehens wie The Tonight Show und American Idol in den verschiedensten musikalischen Stilrichtungen als Gitarrist zu erleben.
Jackson ist zudem Assistant Professor für Gitarrenpraxis an der University of Southern California.

## Diskographie

### Als Bandleader / unter eigenem Namen
- I Came to Play (1988, Atlantic)
- Out of the Shadows (1990, Atlantic)
- A River in the Desert (1993, Atlantic)
- Never Alone: Duets (1996, Blue Note)
- The Power of the String (2001, Blue Note)
- Still Small Voice (2003, Blue Note)
- Lay It Back (2008, Branch)
- Stories from Stompin' Willie (2016, Branch)

### Mit 'Jazz Funk Soul' (Jeff Lorber/Everette Harp/Paul Jackson Jr.)
- Life and Times (2019, Shanachie)
- Forecast (2022, Shanachie)

### Als Sessionmusiker (Auswahl)
mit Oleta Adams
- All the Love (Pioneer Entertainment, 2001)

mit Anastacia
- Not That Kind (Epic, 2000)

mit Jon Anderson
- In the City of Angels (Columbia, 1988)

mit Paul Anka
- Somebody Loves You (Polydor, 1989)

mit Patti Austin
- Patti Austin (Qwest/WB, 1984)
- Gettin' Away with Murder (Qwest/WB, 1985)
- On the Way to Love (Warner Bros., 2001)
- Sound Advice (Shanachie, 2011)

mit Joan Baez
- Recently (Gold Castle, 1987)

mit Philip Bailey
- The Wonders of His Love (Myrrh, 1985)
- Triumph (Word, 1986)

mit Anita Baker
- The Songstress (Elektra, 1983)
- Rapture (Elektra, 1986)
- Giving You the Best That I Got (Elektra, 1988)
- Rhythm of Love (Elektra, 1994)
- My Everything (Blue Note, 2004)

mit George Benson
- 20/20 (Warner Bros., 1985)
- While the City Sleeps... (Warner Bros., 1986)
- Twice the Love (Warner Bros., 1988)
- Standing Together (GRP, 1998)
- Songs and Stories (Concord, 2009)
- Guitar Man (Concord, 2011)

mit Stephen Bishop
- Sleeping with Girls (Big Pink, 1985)

mit Michael Bolton
- All That Matters (Columbia, 1997)

mit Laura Branigan
- Self Control (Atlantic, 1984)

mit Peabo Bryson
- Straight from the Heart (Elektra, 1984)
- All My Love (Capitol, 1989)
- Can You Stop the Rain (Columbia, 1991)
- Unconditional Love (Private Music, 1999)
- Missing You (Peak/Concord, 2007)

mit Solomon Burke
- The Definition Of Soul (Point Blank/Virgin, 1997)

mit Donald Byrd
- Thank You...For F.U.M.L. (Funking Up My Life) (Elektra, 1978)

mit Irene Cara
- Carasmatic (Elektra, 1987)

mit Belinda Carlisle
- Live Your Life Be Free (Virgin, 1991)

mit Chicago
- Chicago 17 (Full Moon/Warner Bros., 1984)

mit Leonard Cohen
- The Future (Columbia, 1992)

mit Natalie Cole
- I'm Ready (Epic, 1983)
- Dangerous (Atco, 1985)
- Everlasting (Elektra, 1987)
- Good to Be Back (Elektra, 1989)
- Holly & Ivy (Elektra, 1994)
- Stardust (Elektra, 1996)
- Leavin' (Verve, 2006)

mit Randy Crawford
- Windsong (Warner Bros., 1982)
- Abstract Emotions (Warner Bros., 1986)
- Through the Eyes of Love (Warner Bros., 1992)
- Don't Say It's Over (Warner Bros., 1993)

mit Céline Dion
- Unison (Columbia, 1990)
- A New Day Has Come (Columbia, 2002)

mit George Duke
- Thief in the Night (Elektra Records, 1985)

mit Sheena Easton
- Best Kept Secret (EMI, 1983)
- No Strings (MCA, 1993)

mit José Feliciano
- José Feliciano (Motown, 1981)
- Ya Soy Tuyo (RCA, 1985)
- Te Amaré (RCA, 1986)

mit Five Star
- Silk & Steel (RCA, 1986)

mit Roberta Flack
- Oasis (Atlantic, 1988)

mit Aretha Franklin
- Aretha (Arista, 1980)
- What You See Is What You Sweat (Arista, 1991)
- This Christmas, Aretha (DMI, 2008)

mit Michael Franks
- Dragonfly Summer (Warner Bros., 1993)

mit Glenn Frey
- Soul Searchin' (MCA, 1988)

mit Gloria Gaynor
- Gloria Gaynor (Atlantic, 1982)

mit Amy Grant
- Unguarded (A&M, 1985)

mit Thelma Houston
- Thelma Houston (MCA, 1983)

mit Whitney Houston
- I’m Your Baby Tonight (Arista Records, 1990)

mit The Jackson 5
- Destiny (Epic, 1978)[7]
- Triumph (Epic, 1980)[7]

mit Michael Jackson
- Thriller (Epic, 1982)[8]
- Bad (Epic, 1987)[9]
- Dangerous (Epic, 1991)[10]

mit Al Jarreau
- High Crime (Warner Bros., 1984)
- Heart's Horizon (Reprise, 1988)
- Tomorrow Today (GRP, 2000)
- All I Got (GRP, 2002)
- My Old Friend: Celebrating George Duke (Concord, 2014)

mit Jewel
- Spirit (Atlantic, 1998)

mit Elton John
- Duets (Rocket, 1993)

mit Ron Kenoly
- Sing Out with One Voice (Integrity, Hosanna! Music, 1995)
- Welcome Home (Integrity, Hosanna! Music, 1996)
- Majesty (Integrity, Hosanna! Music, 1998)
- We Offer Praises (Integrity, Hosanna! Music, 1999)

mit Chaka Khan
- Chaka Khan (Warner Bros., 1982)

mit B.B. King
- Take It Home (MCA, 1979)

mit Carole King
- Love Makes the World (Rockingale, 2001)

mit Patti LaBelle
- Winner in You (MCA, 1986)

mit Kenny Loggins
- Vox Humana (Columbia, 1985)
- Leap of Faith (Columbia, 1991)

mit Cheryl Lynn
- In Love (Columbia, 1979)
- Start Over (Manhattan/EMI, 1987)
- Whatever It Takes (Virgin, 1989)

mit Madonna
- True Blue (Warner Bros., 1986)

mit Melissa Manchester
- Mathematics (MCA, 1985)

mit Barry Manilow
- If I Should Love Again (Arista, 1981)
- Here Comes the Night (Arista, 1982)
- Manilow (RCA, 1985)
- Swing Street (Arista, 1987)

mit Teena Marie
- Robbery (Epic, 1983)

mit Amanda Marshall
- Tuesday's Child (Epic, 1999)

mit Michael McDonald
- Blink of an Eye (Reprise, 1993)

mit Glenn Medeiros
- Not Me (Mercury, 1988)
- Glenn Medeiros (Mercury, 1990)

mit Idina Menzel
- Holiday Wishes (Warner Bros., 2014)

mit Bette Midler
- Bette (Warner Bros., 2000)

mit Luis Miguel
- Soy Como Quiero Ser (WEA Latina, 1987)
- Busca una Mujer (WEA Latina, 1988)
- 20 Años (WEA Latina, 1990)
- Aries (WEA Latina, 1993)
- Segundo Romance (WEA Latina, 1994)
- Amarte Es Un Placer (WEA Latina, 1999)
- Mis Romances (WEA Latina, 2001)
- 33 (WEA Latina, 2003)
- Navidades (WEA Latina, 2006)

mit Stephanie Mills
- I've Got the Cure (Casablanca, 1984)
- Stephanie Mills (MCA, 1985)

mit Don Moen
- Let Your Glory Fall (Integrity, Hosanna! Music, 1997)
- God Is Good – Worship with Don Moen (Integrity, Hosanna! Music, 1998)

mit Aaron Neville
- The Grand Tour (A&M, 1993)
- Aaron Neville's Soulful Christmas (A&M, 1993)

mit Jeffrey Osborne
- Jeffrey Osborne (A&M, 1982)
- Stay with Me Tonight (A&M, 1983)
- Don't Stop (A&M, 1984)
- Emotional (A&M, 1985)
- One Love: One Dream (A&M, 1988)
- Something Warm for Christmas (Koch, 1997)
- A Time for Love (Saguaro, 2013)

mit Ray Parker Jr.
- Sex and the Single Man (Arista, 1985)
- After Dark (Geffen, 1987)

mit Billy Preston
- Late at Night (Motown, 1979)
- The Way I Am (Motown, 1981)

mit Billy Preston und Syreeta Wright
- Billy Preston & Syreeta (Motown, 1981)

mit Corinne Bailey Rae
- The Heart Speaks in Whispers (Virgin, 2016)

mit Lionel Richie
- Lionel Richie (Motown, 1982)

mit Minnie Riperton
- Love Lives Forever (Capitol, 1980)

mit Kenny Rogers
- Christmas (Liberty, 1981)
- Love Will Turn You Around (Liberty, 1982)
- We've Got Tonight (Liberty, 1983)
- What About Me? (RCA, 1984)
- The Heart of the Matter (RCA, 1985)

mit Kenny Rogers und Dolly Parton
- Once Upon a Christmas (Elektra, 1984)

mit Jennifer Rush
- Heart Over Mind (Epic, 1987)

mit Brenda Russell
- Get Here (A&M, 1988)

mit Carole Bayer Sager
- Sometimes Late at Night (Boardwalk, 1981)

mit David Sanborn
- Close Up (Reprise, 1988)

mit Boz Scaggs
- Other Roads (Columbia, 1988)

mit Lalo Schifrin
- No One Home (Tabu, 1979)

mit Lisa Stansfield
- Seven (Edel, 2014)

mit Steely Dan
- Two Against Nature (Giant/WB, 2000)

mit Rod Stewart
- Vagabond Heart (Warner Bros., 1991)
- Soulbook (J Records, 2009)

mit Maureen Steele
- Nature of the Beast (Motown, 1985)

mit Barbra Streisand
- Emotion (Columbia, 1984)
- Till I Loved You (Columbia, 1988)

mit Donna Summer
- Bad Girls (Casablanca, 1979)
- Cats Without Claws (Geffen, 1984)
- All Systems Go (Geffen, 1987)

mit Frankie Valli
- Heaven Above Me (MCA, 1980)

mit Luther Vandross
- Give Me the Reason (Epic, 1986)
- Any Love (Epic, 1988)
- Power of Love (Epic, 1991)
- Never Let Me Go (Epic, 1993)
- Your Secret Love (Epic, 1996)
- I Know (Virgin, 1998)
- Luther Vandross (J Records, 2001)
- Dance with My Father (J Records, 2003)

mit Dionne Warwick
- How Many Times Can We Say Goodbye (Arista, 1983)
- Finder of Lost Loves (Arista, 1985)
- Friends Can Be Lovers (Arista, 1993)

mit Deniece Williams
- I'm So Proud (Columbia, 1983)
- Let's Hear It for the Boy (Columbia, 1984)
- Hot on the Trail (Columbia, 1986)
- So Glad I Know (Sparrow, 1986)
- As Good as It Gets (Columbia, 1988)
- Special Love (MCA, 1989)

mit Bill Withers
- Watching You Watching Me (Columbia, 1985)

mit Syreeta Wright
- Syreeta (Tamla, 1980)
- Set My Love in Motion (Tamla, 1981)
- The Spell (Tamla, 1983)

mit Paul Young
- The Crossing (Columbia, 1993)